# 张江汀

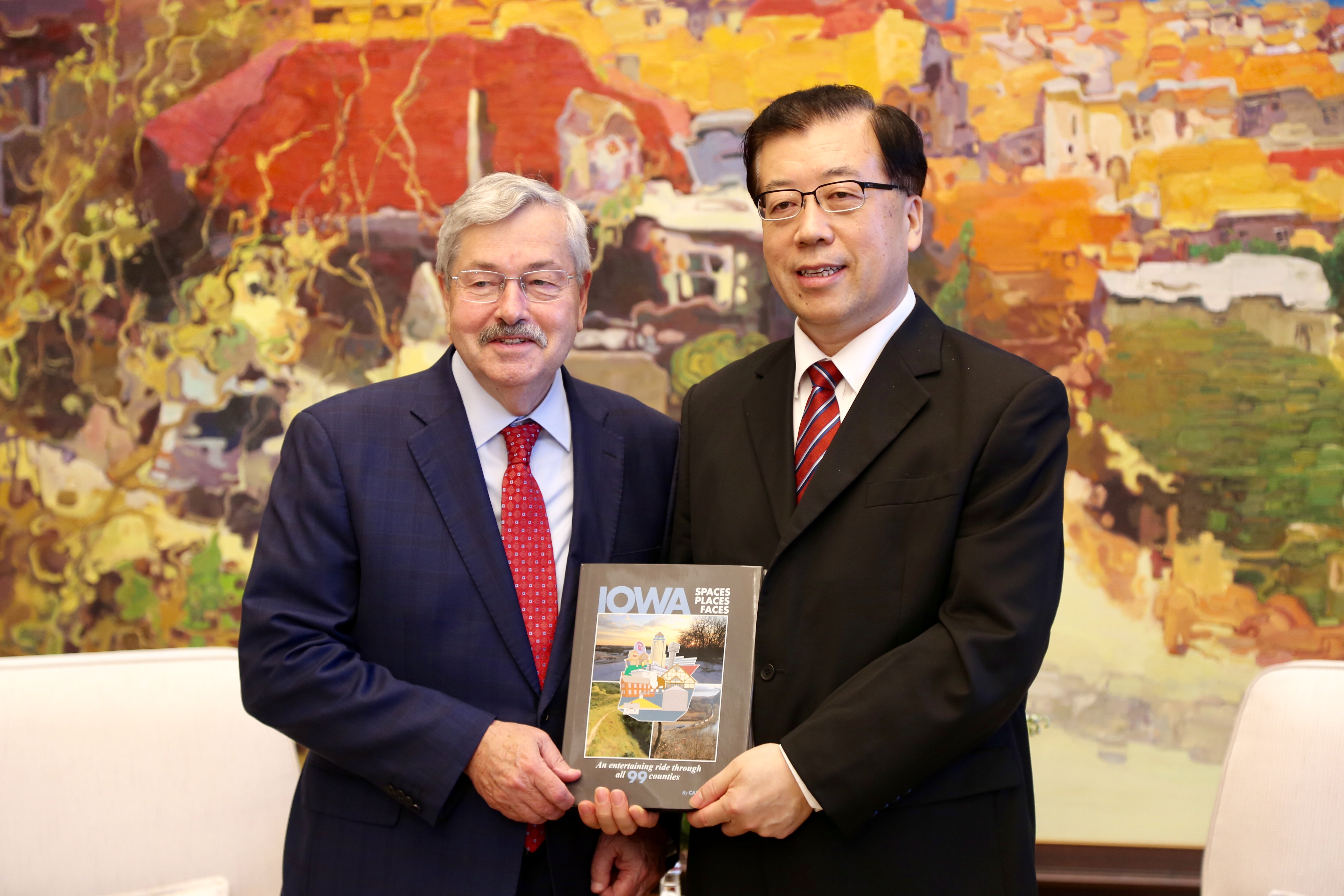
2018年7月26日，美国驻华大使泰里·布兰斯塔德与时任青岛市委书记张江汀

张江汀（1961年9月—），男，汉族，山东昌邑人，中华人民共和国政治人物。莱阳农学院（现青岛农业大学）园艺系果树专业毕业，中共山东省委党校在职研究生学历。中共第十九届中央候补委员。

## 生平
1979年9月，在莱阳农学院园艺系果树专业学习，获农学学士学位。1983年7月参加工作，任益都县云门山园艺场技术员。1984年4月，任益都县委老干部局干事。1984年12月加入中国共产党。1985年1月，任益都县（青州市）益都镇副镇长。
1988年8月，在中共山东省委党校党政干部研究生班学习。1990年8月，任中共青州市益都镇党委副书记。1992年4月，任中共青州市弥河镇党委副书记、镇长。1992年10月，任中共弥河镇党委书记。1995年3月，任中共青州市委常委、政法委书记。
1995年10月，任共青团潍坊市委书记。1997年8月，任中共诸城市委副书记、代市长（1998年1月当选市长）。2001年1月，任中共潍坊市委常委、诸城市委书记。2002年12月，任中共潍坊市委常委、副市长、市政府党组副书记。
2006年9月，任中共烟台市委副书记、代市长、市政府党组书记（2007年1月当选市长）。2011年6月，任中共烟台市委书记。2015年4月，任中共山东省委常委、烟台市委书记。2015年5月，任中共山东省委常委、政法委书记。
2017年3月，任中共山东省委常委、青岛市委书记。同年10月，中国共产党第十九次全国代表大会上当选中国共产党第十九届中央委员会候补委员。2019年1月，被免去中共青岛市委书记，另有任用。2019年2月，任中共山东省委常委、统战部部长，省总工会主席。
2022年1月，当选为山东省人大常委会副主任。